# Katarzyna Głowicka
Katarzyna Głowicka, też Kasia Glowicka (ur. 12 października 1977 w Oleśnicy) – polska kompozytorka; mieszka w Hadze.

## Życiorys
W 2001 ukończyła kompozycję pod kierunkiem Grażyny Pstrokońskiej-Nawratil w Akademii Muzycznej we Wrocławiu. W 2000 odbyła roczny staż w Conservatoire National de Région de Strasbourg u Ivana Fedele. Następnie studiowała w Koninklijk Conservatorium w Haadze, w klasie kompozycji Louisa Andriessena. W 2008 otrzymała tytuł doktora (PhD) w Sonic Arts Research przy Centre Queen’s University w Belfaście. Specjalizuje się w nowych systemach kompozycji.
Brała udział w międzynarodowych kursach kompozytorskich w Krakowie, Wiedniu, Radziejowicach, Brukseli, Apeldoorn (Holandia), Dartington (Anglia) i Avignonie, prowadzonych m.in. przez Louisa Andriessena, Jonathana Harveya, Hannę Kulenty, Zygmunta Krauzego, Tristana Muraila, Martijna Paddinga i Bogusława Schaeffera.
Od 2008 prowadzi wykłady z zakresu muzyki elektronicznej w Królewskim Konserwatorium w Brukseli.

## Wybrane kompozycje
(na podstawie materiału źródłowego)
- Kołysanka na chór dziecięcy i kwartet smyczkowy (1994)
- Pieśń Świętego Franciszka na chór mieszany (1995)
- Sonatina na fortepian i wiolonczelę (1997)
- Gindry na tenor i orkiestrę smyczkową (1998)
- Summer’s day, trzy pieśni do słów Szekspira na kontratenor z towarzyszeniem kwartetu smyczkowego (2000)
- Kwartet smyczkowy (2000)
- Deliberately intrusive na zespół (2000)
- Wild Women’s Voices na taśmę (2000)
- Jane-Plane Litany na zespół instrumentalny (2001)
- Autumn Concerto na saksofon altowy i orkiestrę symfoniczną (2001)
- Cape Adare na akordeon i saksofon sopranowy (2002)
- Summer’s day. 2nd song, wersja na gitarę solo (2002)
- Jego wybrał Pan, kantata na sopran, chór i orkiestrę symfoniczną (2002)
- Microgalaxis na zespół wokalny (2003)
- Marsyas for 3 baroque instruments (2003)
- Surface Tension na zespół (2003)
- Le Voyage, muzyka do przedstawienia baletowego (2004)
- Receiding Sands in Place of Time – Breath na orkiestrę (2004)
- Lute of Aquarious for waterfone and electronics (2004)
- Dust Point Red na klawesyn i komputer (2005)
- Opalescence na 3 głosy żeńskie i komputer (2005)
- Contre Bruit na kwartet saksofonowy i komputer (2005)
- The King’s Gravedigger, opera kameralna (2006)
- Retina na fortepian, elektronikę i video (2010)
- Springs and summers, koncert na głos, kwartet smyczkowy i instr. elektroniczne (2010)
- Turbulence na fortepian, instr. elektroniczne i wideo (2010)
- La Notte na chór (2011)
- Container, teatr muzyczny (2011)

## Dyskografia
- 2015: Seven Sonnets, album, Bôłt Records
- 2014: Red Sun, album z udziałem Małgorzaty Walentynowicz, Bôłt Records